# Jesse Milliner
Jesse Milliner (* 1973 in Köln) ist ein deutscher Jazz-Keyboarder und Arrangeur. Er ist Hochschullehrer an der Hochschule für Musik Mainz.

## Leben und Wirken
Milliner erhielt im Alter von vier Jahren Violinenunterricht, ab 1983 war er Schüler der Rheinischen Musikschule in Köln mit dem Hauptfach Klavier, bevor er später auch Bass als zweites Hauptfach wählte. Von 1992 bis 1996 studierte er Jazzklavier an der Essener Folkwang Hochschule für Musik. Anschließend vertiefte er an der Musikhochschule Köln  Jazzkomposition (1998–2001) sowie an der Filmakademie Baden-Württemberg Filmmusik und Sounddesign (1996–1999). An der Manhattan School of Music wurde er von Bob Mintzer und David Liebman unterrichtet. Mit der Dissertation „Exploring Musical Forms in Jazz“ hat er sich 2006 in Miami promoviert.
Milliner ist auch als Mitglied der Conexion Latina, der Dietrich Koch Big Band (Album Berlin Cookbook), der Andy Winter Group (Album delicate move) und von Reiner Witzels Venue hervorgetreten.
Er ist Träger des WDR-Jazzpreises 2007 für Komposition. Die Jury würdigte ihn als ein „erstaunlich reifes Talent“ mit großer Kenntnis der US-amerikanischen Tradition. Seine Vorliebe sei es, Thementeile zu wechselnden Sektionen der Big Band a cappella vortragen zu lassen. Milliner hat auch Kompositionen für den Film geschrieben.
Im Herbst 2007 hat er als Professor die Leitung der Abteilung Jazz und Populäre Musik an der Hochschule für Musik Mainz übernommen. Seit Februar 2011 ist er zugleich Prorektor der Hochschule.
Juni 2024 begleitete er Chaka Khan bei ihrem Auftritt im Tiny Desk Concert.